# Brześć Kujawski

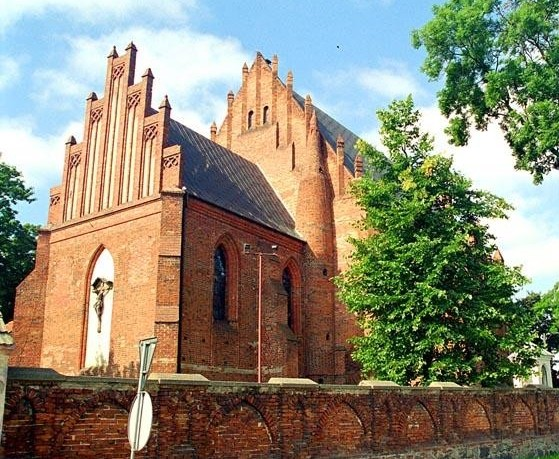
Pfarrkirche

Brześć Kujawski (deutsch Brest; auch Kujawisch Brest) ist eine Stadt in Polen in der Woiwodschaft Kujawien-Pommern. Sie ist Sitz der gleichnamigen Stadt-und-Land-Gemeinde mit etwa 11.500 Einwohnern.

## Geschichte
Archäologisch ist der Ort bekannt als namengebender Fundort der Brześć-Kujawski-Kultur der zweiten Hälfte des 5. Jahrtausends v. Chr.
Bereits im 11./12. Jahrhundert bestand eine Siedlung an der Stelle des heutigen Brześć Kujawski. Die erste urkundliche Erwähnung des Ortes stammt vom 23. April 1228. Das Stadtrecht erhielt der Ort 1250. 1236 wurde die Stadt Sitz des Herzogtums Brześć Kujawski. 1260 soll hier der spätere König Polens Władysław I. Ellenlang geboren worden sein.
1332 wurde der Ort wie ganz Kujawien vom Deutschen Orden erobert, bis König Kasimir III. im Rahmen des Friedensschlusses mit dem Orden zu Kalisch 1343 das Land für Polen zurückerwarb. 
Etwa seit dieser Zeit war der Ort Sitz eines Woiwoden in der Region Kujawien bis 1793, der kleinsten Woiwodschaft in Polen. Der Zusatz Kujawski unterschied es von der östlichen Woiwodschaft Brześć Litewski. Dazu gehörten die Kreise Brześć Kujawski, Radziejow, Przedecz, Kowal und Kruszwica
Die Zweite Teilung Polens brachte die Stadt 1793 zu Preußen. Mit der Bildung des Herzogtums Warschau wurde Brześć Kujawski 1807 Teil desselben und 1815 Teil Kongresspolens in Personalunion mit dem Russischen Reich. Ab 1918 wurde die Stadt mit der Wiedererlangung der polnischen Unabhängigkeit Teil Polens. Im September 1939 marschierte die Wehrmacht in den Ort ein. 1945 erreichte die Rote Armee die Stadt und Brześć Kujawski wurde wieder Teil Polens.

## Sehenswürdigkeiten
- Bauten des Dominikanerklosters aus der zweiten Hälfte des 14. Jahrhunderts
- Kirche des Heiligen Stanislaus von 1332
- Rathaus von 1824
- Reste der Stadtmauer von 1306

## Gemeinde
Zur Stadt-und-Land-Gemeinde (gmina miejsko-wiejska) Brześć Kujawski gehören die Stadt und 24 Dörfer mit Schulzenämtern.

## Verkehr
Die Stadt liegt an der Landesstraße 62 von Strzelno nach Włocławek. Der nächste internationale Flughafen ist der Władysław-Reymont-Flughafen Łódź, er liegt etwa 100 Kilometer südlich.

## Persönlichkeiten
- Mariusz Muszyński (* 1964), Rechtswissenschaftler und Juraprofessor